# Schultheiss

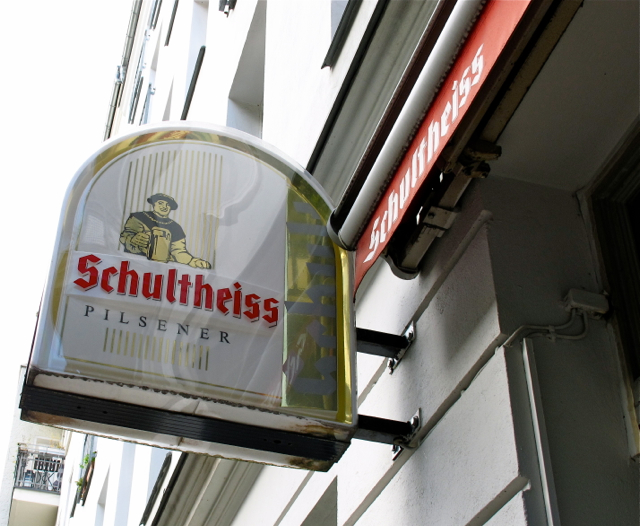
Schultheiss

Schultheiss är ett av Berlins klassiska ölmärken och var tidigare en bryggerikoncern. Schultheiss hade från 1900-talets början fram till 1990-talet en dominerande ställning i Berlin med tidvis en marknadsandel på över 60 procent och ägde flertalet bryggerier i Berlin och övriga Tyskland. Under en period var man Europas största bryggeri och världens största lagerölsbryggeri. 1972 gick man samman med Dortmunder Union och bildade den koncern som senare blev känd som Brau und Brunnen. 
Schultheiss är idag ägt av Radeberger Gruppe  (Dr. Oetker) och bryggs tillsammans med ölmärkena Berliner Kindl och Berliner Pilsner i Berliner-Kindl-Schultheiss-Brauerei. 

## Historia

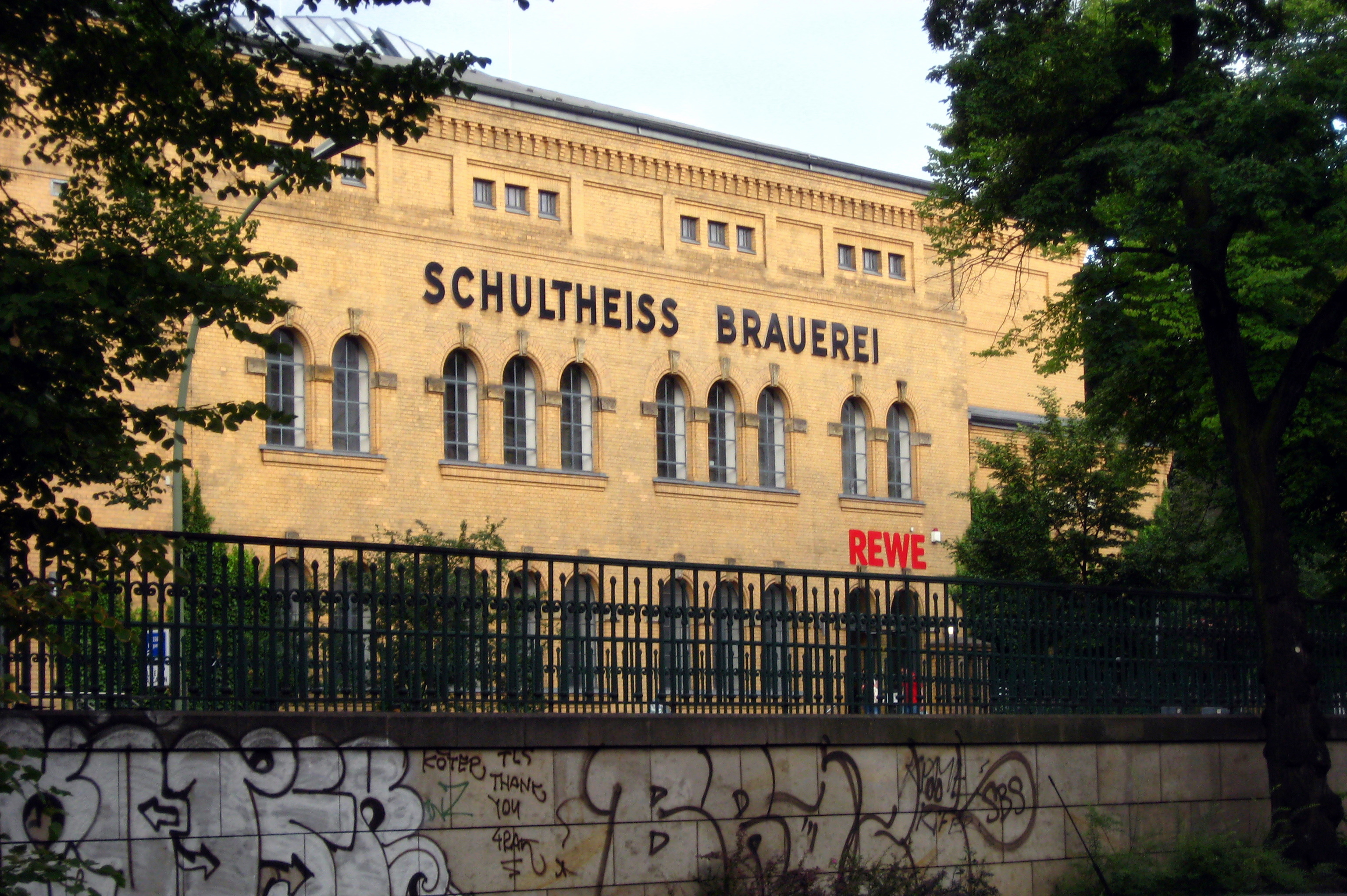
Den tidigare huvudanläggningen i Prenzlauer Berg. Bryggeriet lades ned 1967.

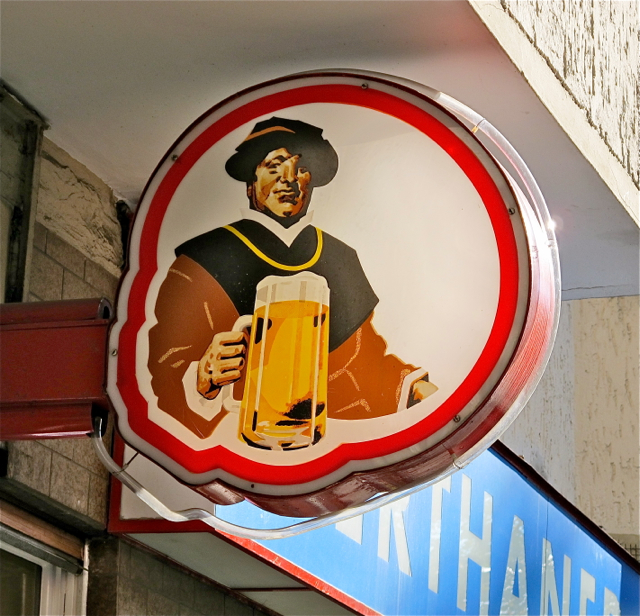
Neonskylt för Schultheiss.

Schultheiss grundades 1842 av apotekaren August Heinrich Prell som Brauerei Ausschank August Prell. På Neue Jacobstrasse byggdes ett brygghus, malthus och "kylskepp" (Kühlschiff) där så kallad "Bayrischbier" producerades. Framgången kom snabbt med 1500 hektoliter producerade första året. Schultheiss var en av de första bryggerierna i Berlin som producerade underjäst öl. Från 1853 blev namnet "Zum Schultheiss" sedan Jobst Schultheiss tagit över verksamheten och var då ett litet bryggeri i Berlin. Bryggeriet självt fick namnet Schultheiss'sche Brauerei.  1864 sålde Schultheiss verksamheten till familjen Roesicke. Symbolen för märket är en Schultheiss, en titel som under medeltiden gavs en person som hade som roll att hålla ordning i samhället och till delar kan liknas en borgmästares. En Schultheiss kunde även agera domare. Namnet är besläktat med det vanliga tyska efternamnet Schulz.

### Flytt till Prenzlauer Berg
1867 flyttades verksamheten helt till Schönhauser Allee i Prenzlauer Berg. Tomten på Schönhauser Allee 36/39 köptes redan av Prell 1842 och var då plats för Wagner'scher Lagerkeller. Jobst Schultheiss sålde verksamheten redan 1864 till köpmannen Adolph Roesicke och överlät verksamheten till sin son Richard Roesicke (1845-1903). Richard Roesicke var den som byggt ut bryggeriet till att bli en av de största bryggerikoncernerna. och blev även känd som för sitt sociala engagemang. Roesicke sålde den ursprungliga verksamheten i innerstaden och byggde ut verksamheten i Prenzlauer Berg. 1867 följde övergången till ångmaskiner. 1872 flyttade man in i de nya lokalerna som än idag finns kvar på platsen. 1904 nådde man den magiska gränsen på en miljon hektoliter öl i årsproduktion. Schultheiss växte under 1800-talet och det tidiga 1900-talet till ett av världens största lagerölsbryggerier. 1913 hade man 2800 anställda.

### Expansion

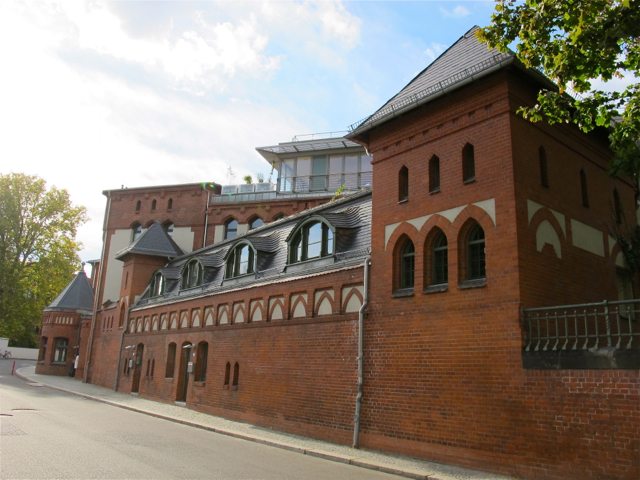
I Schultheisskoncernen blev bryggeriet i Kreuzberg känt som Schultheiss Abteilung II.

Schultheiss kom efterhand att få en dominerade ställning genom uppköp av konkurrenter, en process som började i slutet av 1890-talet: 1891 köptes Tivoli-Brauerei i Kreuzberg och 1898 Borussia-Brauerei i Niederschöneweide. Genom övertagandet av Tivolibryggeriet 1891 försvann den största konkurrenten. 1860 hade verksamheten startats på platsen där ett tivoli tidigare legat. I Schultheisskoncernen blev bryggeriet känt som Schultheiss Abteilung II. Idag finns delar av bryggeriet kvar och den tidigare direktionsvillan, Sixtus-Villa. 
Schultheiss strategi fortsatte under nästan hela 1900-talet: självständiga bryggerier blev avdelningar (Abteilungen) i Schultheisskoncernen. 1904 nådde Schultheiss den länge eftertraktande nivån på en miljon hektoliter öl i årsproduktion. Schultheiss växte under 1800-talet och det tidiga 1900-talet till ett av världens största lagerölsbryggerier. 1913 hade man 2800 anställda och 1914 var koncernen världens största producent av lageröl.
9 juni 1920 fusionerade sig Schultheiss med Patzenhofer och bildade Schultheiss-Patzenhofer AG. Schultheiss och Patzenhofer, Berlins då största bryggerier, gick samman som en följd av den ekonomiska krisen som drabbade bryggerinäringen och blev Europas största bryggerikoncern. Huvudkontor blev bryggeriet på Schönhauser Allee där idag Kulturbrauerei befinner sig. 1938 slopades namnet Patzenhofer i företagsnamnet Samma år flyttades huvudkontoret till Heerstrasse i Charlottenburg där man fanns fram till 1984 då huvudkontoret flyttades till bryggeriet i Kreuzberg.

### Tredje riket och andra världskriget

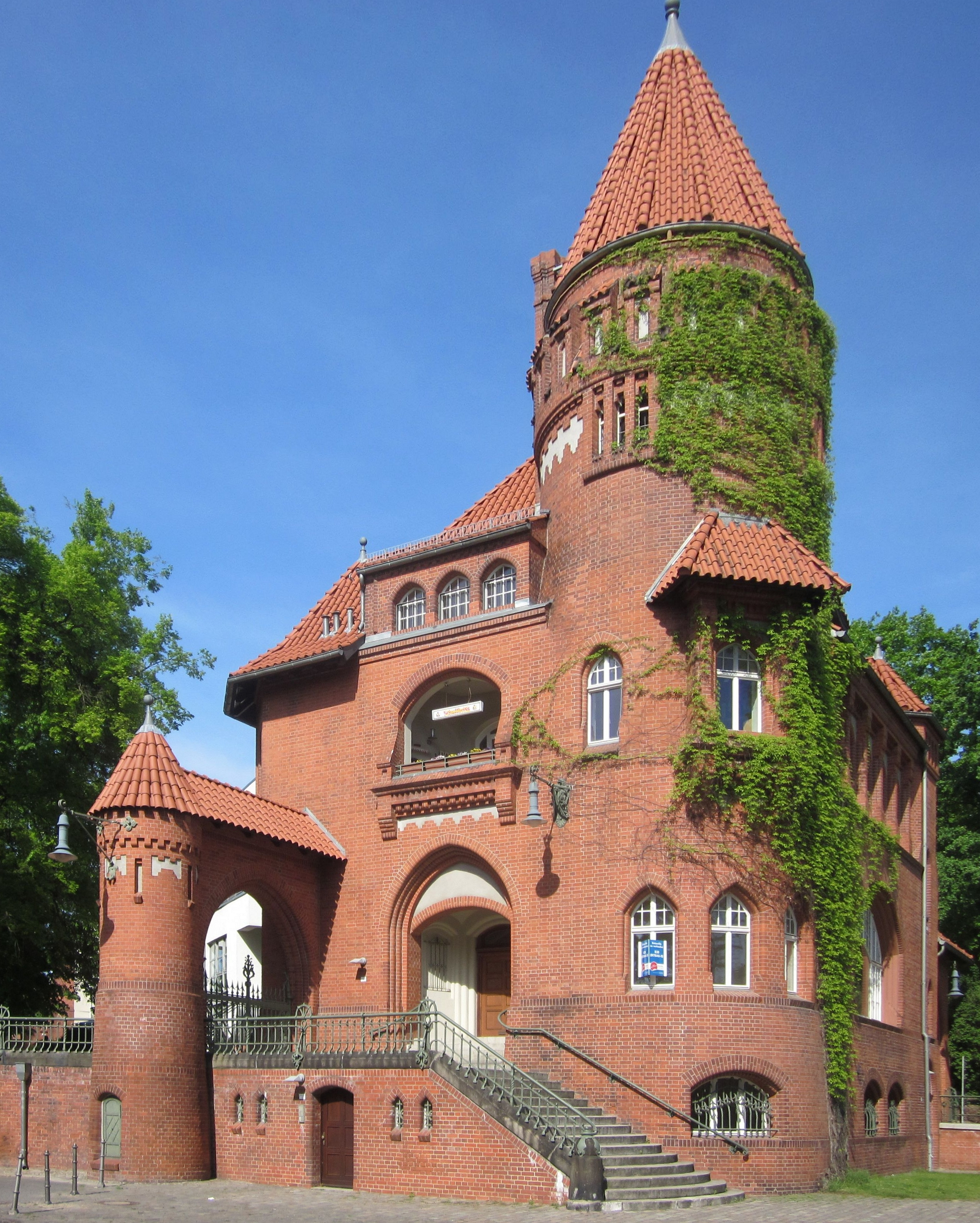
Sixtus-Villa byggdes på 1800-talet men fick senare sitt namn efter Hans Sixtus.

I Nazityskland utsågs Schultheiss till ett mönsterföretag. Flera av bryggerierna blev krigsskådeplatser. Schultheissbryggeriet på Schönhauser Allee ställdes om till krigsproduktion 1941. Området hamnade i centrum för strider då tyska trupper förskansade sig i byggnaderna vid krigsslutet. Även civilister avrättades på fabriksområdet av nazifunktionärer. Under krigsåren arbetade krigsfångar i bryggeriet på Schönhauser Allee. 
Schultheiss drabbades svårt av andra världskriget: marknader och bryggerier försvann i de tidigare tyska områdena som utgjorde 80 % av verksamheten. Under 1930-talet hade man haft 7000 anställda - 1945 var 800 kvar. Hektoliterproduktionen sjönk drastiskt: 2,3 miljoner under krigets sista år blev 229 665 efter sammanbrottet 1945. Åren efter kriget kännetecknas av ekonomiska problem som en följd av förlorandet av dotterbolag, marknader och förstatligandet av verksamheterna i den sovjetiska zonen av Tyskland. Schultheiss har också problem med brist på råvaror och transporterna. Efter kriget fanns fyra Schultheiss-bryggerier kvar i Västberlin. och Schultheiss byggdes nu upp på nytt i Västberlin. I Östtyskland förstatligades anläggningarna i Östberlin, bland annat blev Schultheiss anläggning i Niederschöneweide Bärenquell och det gamla Patzenhoferbryggeriet på Landsberger Allee VEB Getränkekombinat Berlin. 
Under och efter andra världskriget förlorade man stora marknader och bryggerier. Schultheiss förlorade marknader i de tidigare tyska områdena som Pommern, Ostpreussen och Schlesien. Bryggeriet i Breslau förlorades och blev istället det polska bryggeriet Piast. I Östtyskland förstatligades anläggningarna i Östberlin, bland annat blev verksamheten i Niederschöneweide Bärenquell. Efter andra världskriget byggdes Schultheiss upp på nytt och Schultheiss-pilsner blev en fortsatt framgång och har fortsatt att vara ett av de stora Berlin-ölen. Under 1960- och 1970-talet var man marknadsledare i Västberlin.

### Återuppbyggnad
1945 blev Hans Sixtus (1907-1975) chef för Schultheiss största bryggeri, Schultheiss Abteilung II i Kreuzberg och ledde återuppbyggandet efter kriget. 1948 följde en plats i företagets styrelse där han 1954 blev ordförande och 1956 tilldelades titeln Generaldirektor. Sixtus var en drivande kraft i Schultheiss återkomst som bryggeri efter kriget. Sixtus inledde Schultheiss expansion utanför Berlin genom att starta postorderleveranser av ölen till Västtyskland ("Westdeutscher Geschäft") vars verksamhet startade 1950.  I företagsledningen fanns även Eduard von Schwartzkoppen kvar som suttit med i styrelsen sedan 1934 och som efter kriget internerades i fem år. Under 1960- och 1970-talet dominerande Schultheisskoncernen under Sixtus ledning ölmarknaden i Västberlin. På 1960-talet hade man strax över 60 % av Berlins dryckesmarknad. En välkänd slogan från denna tid var Was trinken wir? Schultheissbier!.
I början av 1950-talet gjordes en rad uppköp: Aktien-Brauerei Feldschlößchen i Minden, Dortmunder Bergmann-Brauerei och Berlinbryggerierna Löwenbrauerei-Böhmisches Brauhaus och Groterjan. Under 1960-talet köptes Schlossquellbrauerei i Heidelberg, Müser-Brauerei i Bochum och Schultheiss-Bräu i Weissenbrunn. I fallet med Schultheiss-Bräu rörde det sig om ett litet självständigt bryggeri som delade namn med det stora. I samband med 400-årsfirandet av bryggeriet i Weissenbrunn deltog Hans Sixtus i festligheterna 1962. 1968 köpte Schultheiss i Berlin upp det mindre Schultheiss-Bräu men sålde vidare det 1979 till Sailerbräu. Schultheiss startade även upp verksamhet i Afrika genom Brasserie du Bénin i Togos huvudstad Lomé. Brasserie du Bénin SA byggdes upp av Brauhaase (Haase-Brauerei GmbH) som ägdes av Schultheiss-Dortmunder Union till 70 %.

### Dortmunder Union-Schultheiss AG

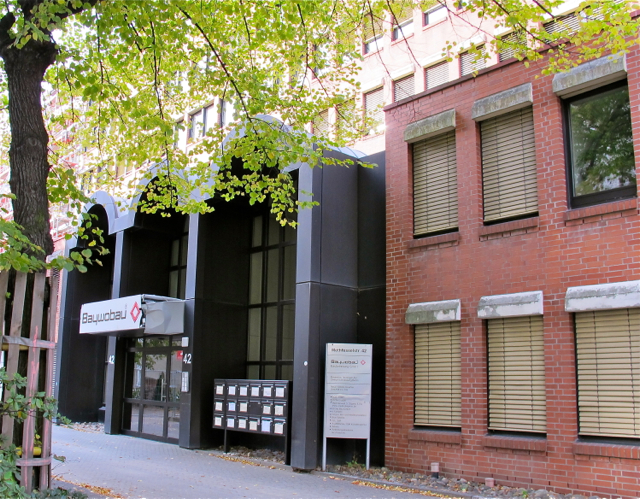
Det tidigare huvudkontoret låg i anslutning till huvudbryggeriet i Kreuzberg i Berlin.

1968 inleddes arbetsgemenskapen med Dortmunder Union-Brauerei. 1969 övertog Schultheiss ägandet i Ritterbrauerei AG i Dortmund och Elbschloss-Brauerei i Hamburg från Dresdner Bank. Detta förde även med sig ägarskap i Glückauf-Brauerei, Arnsberger Brauerei och Einbecker Brauhaus. 1971-1972 bryggdes sammanlagt 5 miljoner hektoliter. 1972 bildade Schultheiss och Union-Brauerei i Dortmund Tysklands största dryckeskoncern Dortmunder Union-Schultheiss AG. 1988 bytte koncernen namn till Brau und Brunnen.
Maltölsproducenten Groterjan i Berlin-Wedding köptes upp 1961 och lades ned 1978. Detsamma skedde med Löwenbrauerei-Böhmisches Brauhaus som Schultheiss köpte upp samma år och lade ned. I Kreuzbergbryggeriet invigdes Europas största anläggning för flaskpåfyllning 1978. Den nya anläggningen effektiviserade verksamheten och minskade behovet av personal. Nedläggningarna av Groterjan och Löwenbrauereu-Böhmisches Brauhaus innebar att personal flyttades över till andra bryggerier.

### Schultheiss nedgång

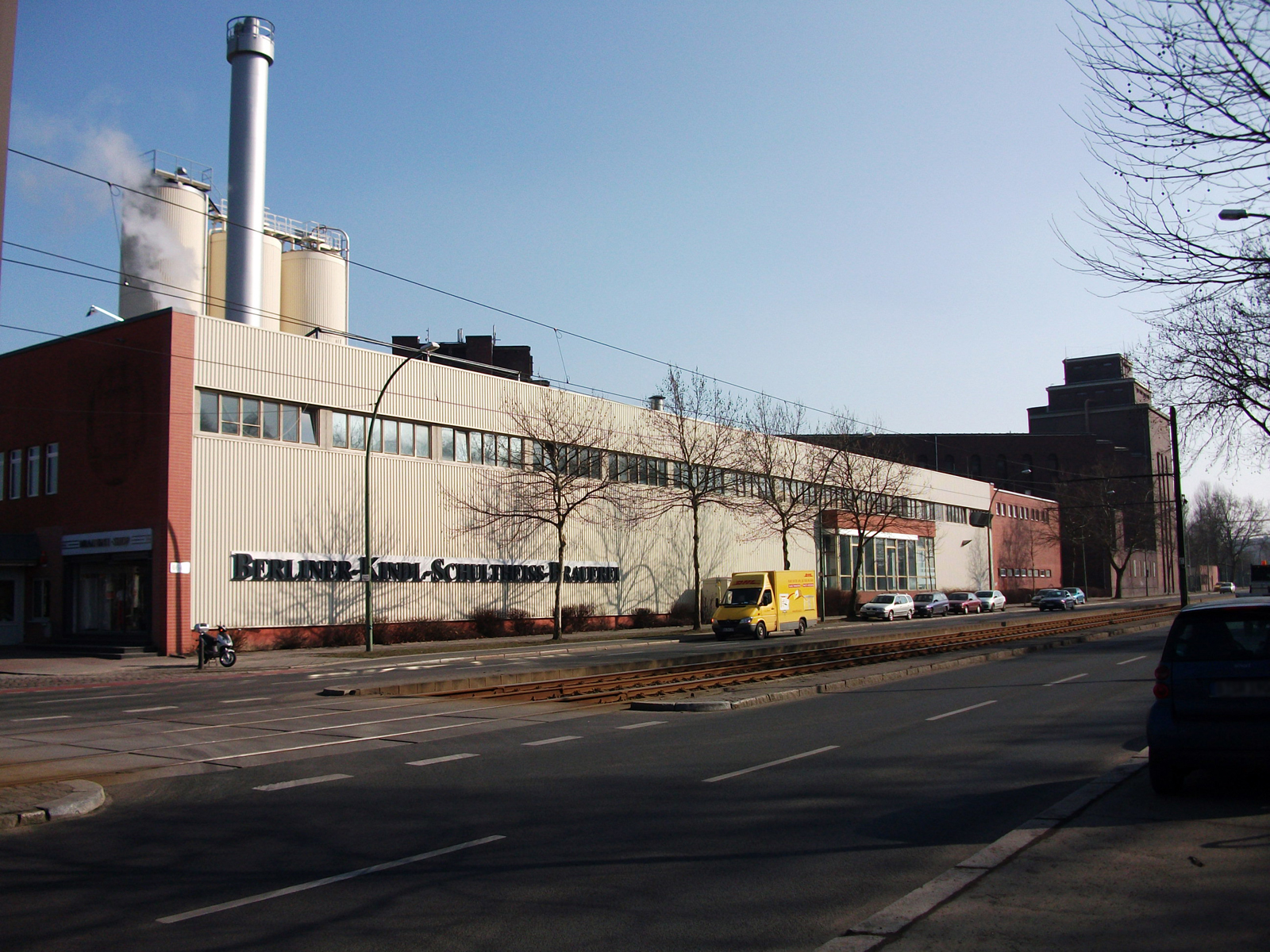
Berliner-Kindl-Schultheiss-Brauerei.

1989 blev Schultheiss en självständig del av Brau und Brunnen-koncernen. I samband med 150-årsfirandet 1992 öppnades även ett bryggerimuseum i en av de gamla lokalerna i bryggeriet i Kreuzberg. Schultheiss lade ner anläggningarna i Schöneberg (1990), Spandau (1992) och Kreuzberg (1994). Anläggningarna som lades ned under 1990-talet var alla byggda under 1800-talet och 1900-talets början och föråldrade. Samtidigt förvärvades Berliner Pilsner varpå huvudkontoret lämnade Kreuzberg och flyttade ut till dagens Berliner-Kindl-Schultheiss-Brauerei i Alt-Hohenschönhausen 1995.
År 2004 köptes Schultheiss moderbolag Brau und Brunnen upp av Radeberger Gruppe och successivt integrerades märket med de tidigare konkurrenterna som även de köpts upp. 2006 skapades så Berliner-Kindl-Schultheiss-Brauerei GmbH och idag bryggs de klassiska Berlin-ölen Schultheiss, Berliner Kindl och Berliner Pilsner i samma bryggeri, Berliner-Kindl-Schultheiss-Brauerei i Alt-Hohenschönhausen tillsammans med andra nischmärken (Rex-Pils, Rixdorfer, Märkischer Landsmann, Berliner Bürgerbräu). Klassiska märken som Patzenhofer och Engelhardt (Charlottenburger Pilsener) har däremot försvunnit. Schultheiss finns idag bara i en variant, pilsner, medan Berliner Kindl fortfarande finns i en rad varianter (bland annat Radler, Export, Pilsner, Weisse).
I tidigare bryggerier har i flera fall nya verksamheter uppstått, bland annat Kulturbrauerei i Prenzlauer Berg och Malzfabrik i Schöneberg och Schultheiss-Quartier i Spandau Schultheissbryggeriet på Methfesselstrasse i Kreuzberg byggdes om till bostadsområdet Viktoria-Quartier. På området finns tidigare skyltar som minner om områdets historia samt ortnamnet Tivoliplatz (efter det ursprungliga bryggeriet) och den tidigare direktionsvillan Sixtus-Villa med Sixtus-Garten.

## Historiska anläggningar
- Schultheiss Abteilung I: Schönhauser Allee i Prenzlauer Berg
- Schultheiss Abteilung II: Methfesselstrasse i Kreuzberg
- Niederschöneweide (senare Bärenquell)
- Abteilung Spandau
- Abteilung Groterjan
- Malzfabrik i Schöneberg

## Galleri

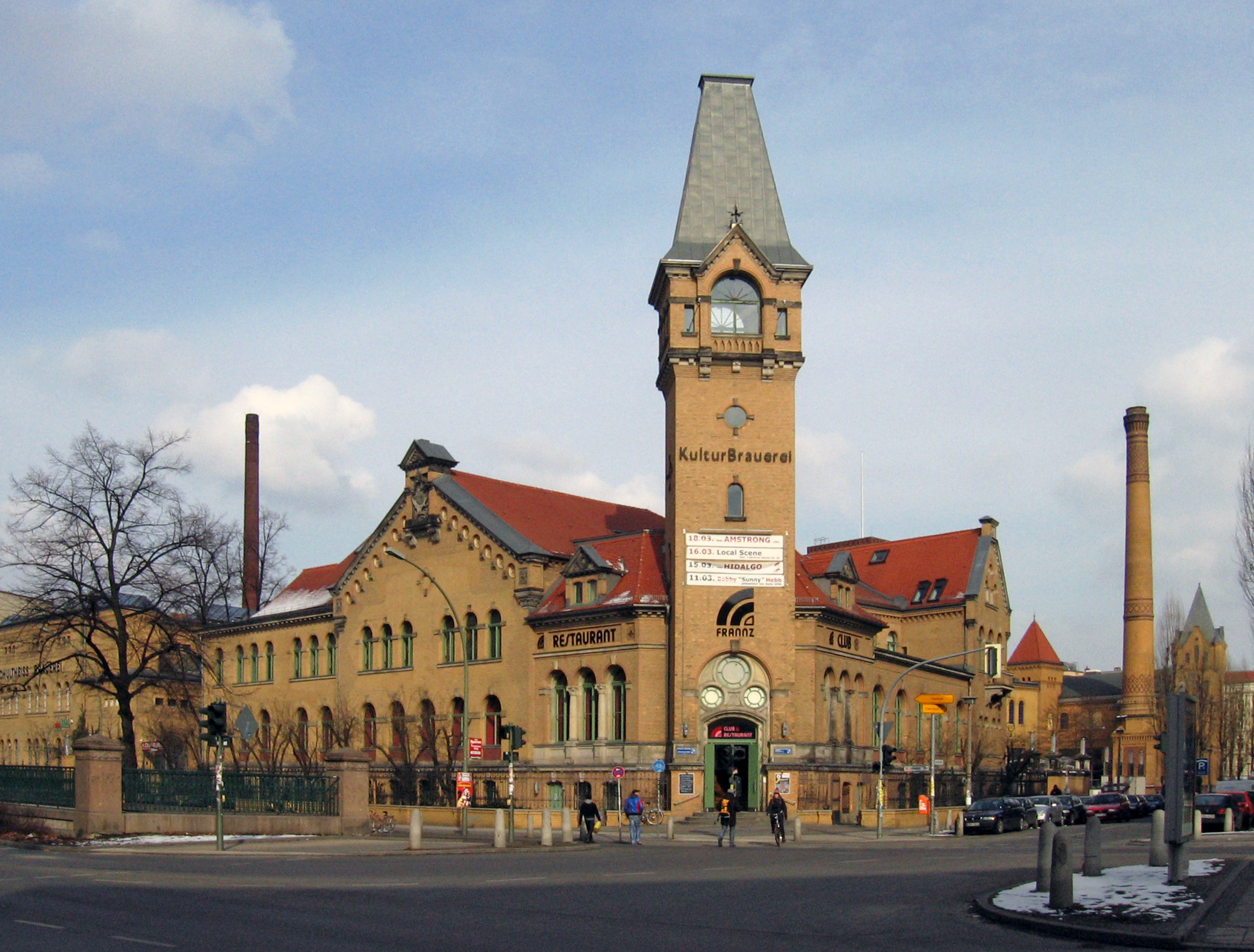
Schultheiss Abteilung I
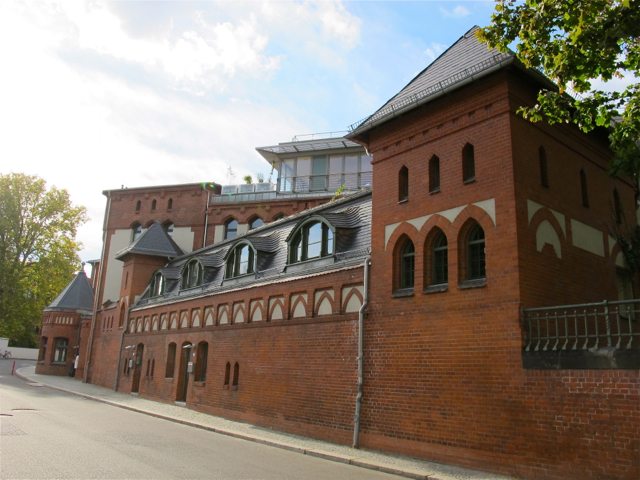
Schultheiss Abteilung II
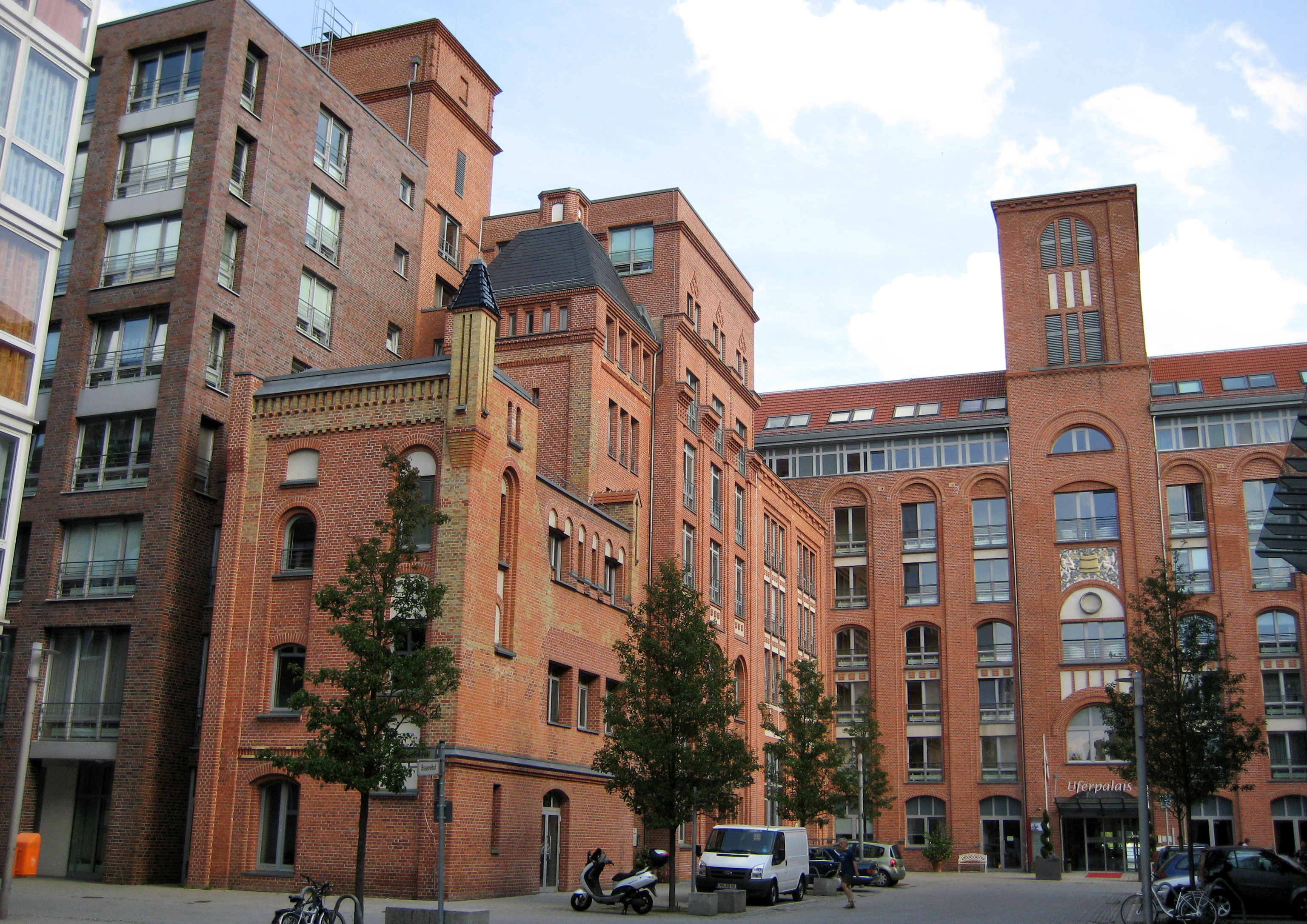
Abteilung Spandau
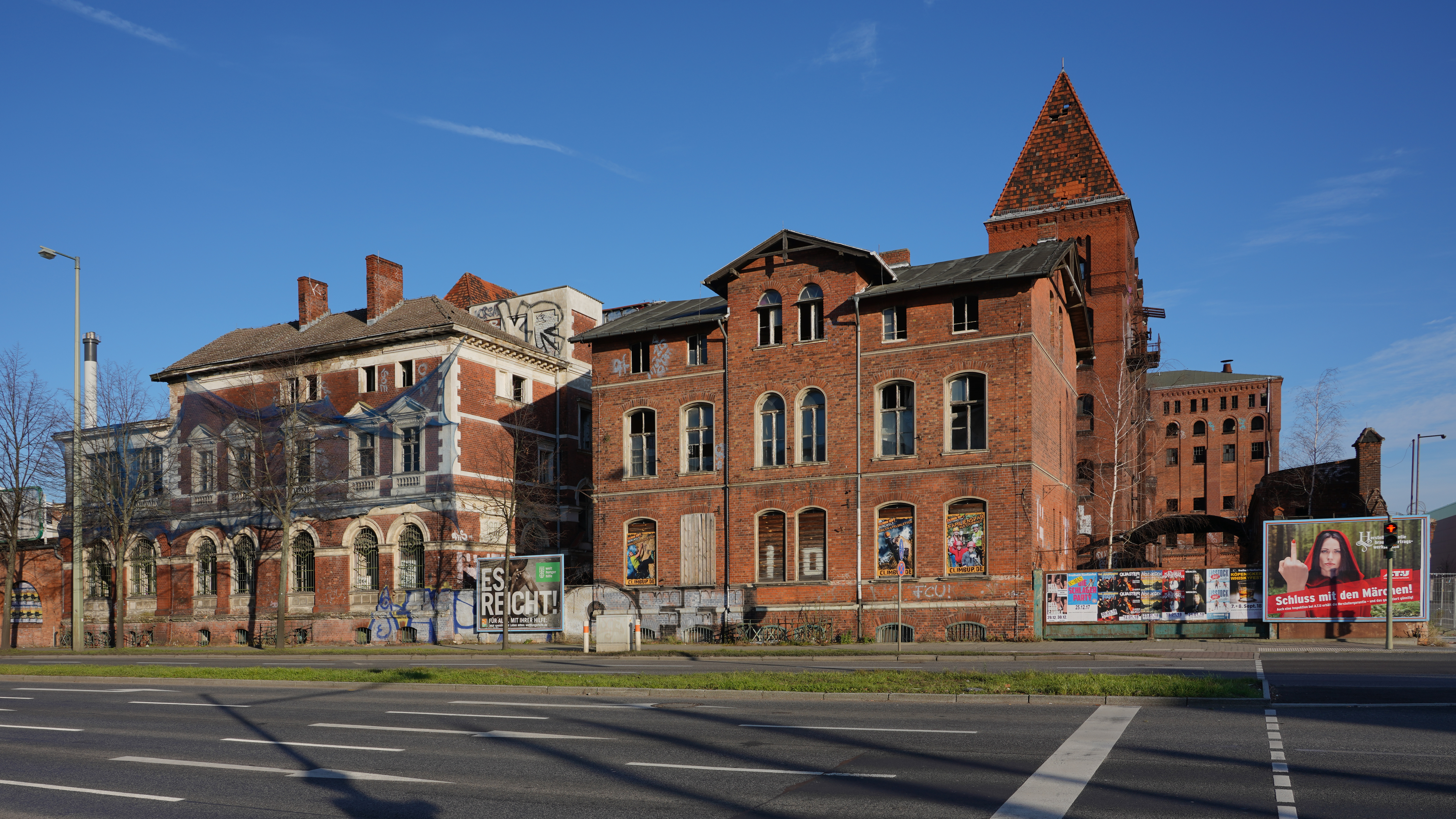
Niederschöneweide
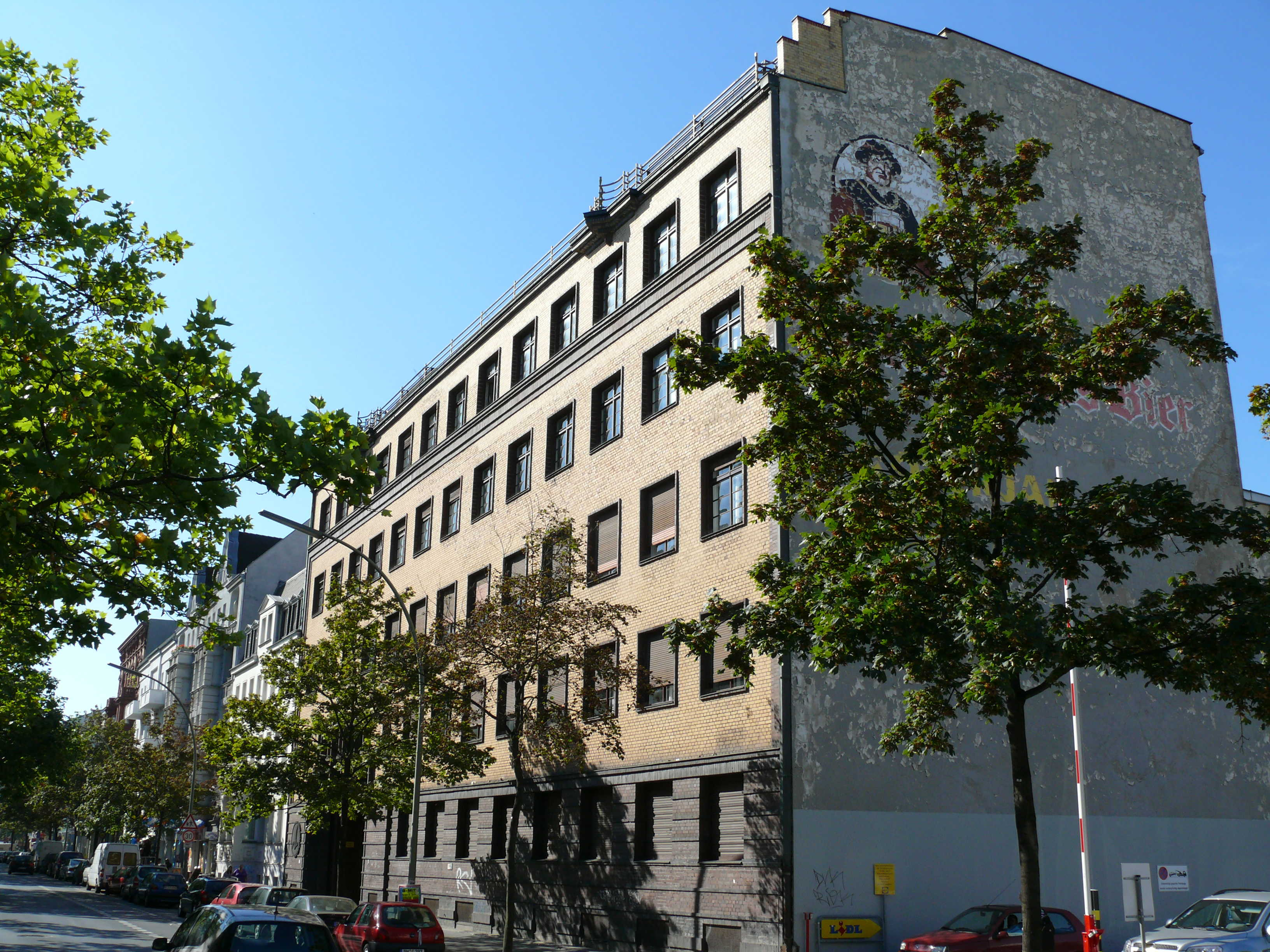
Abteilung Groterjan
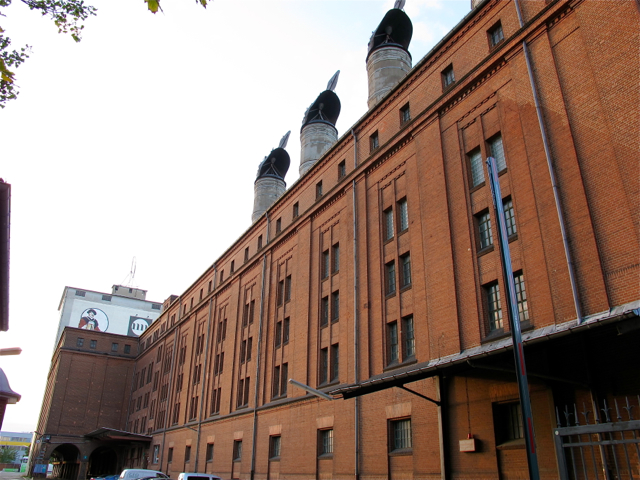
Malzfabrik i Schöneberg
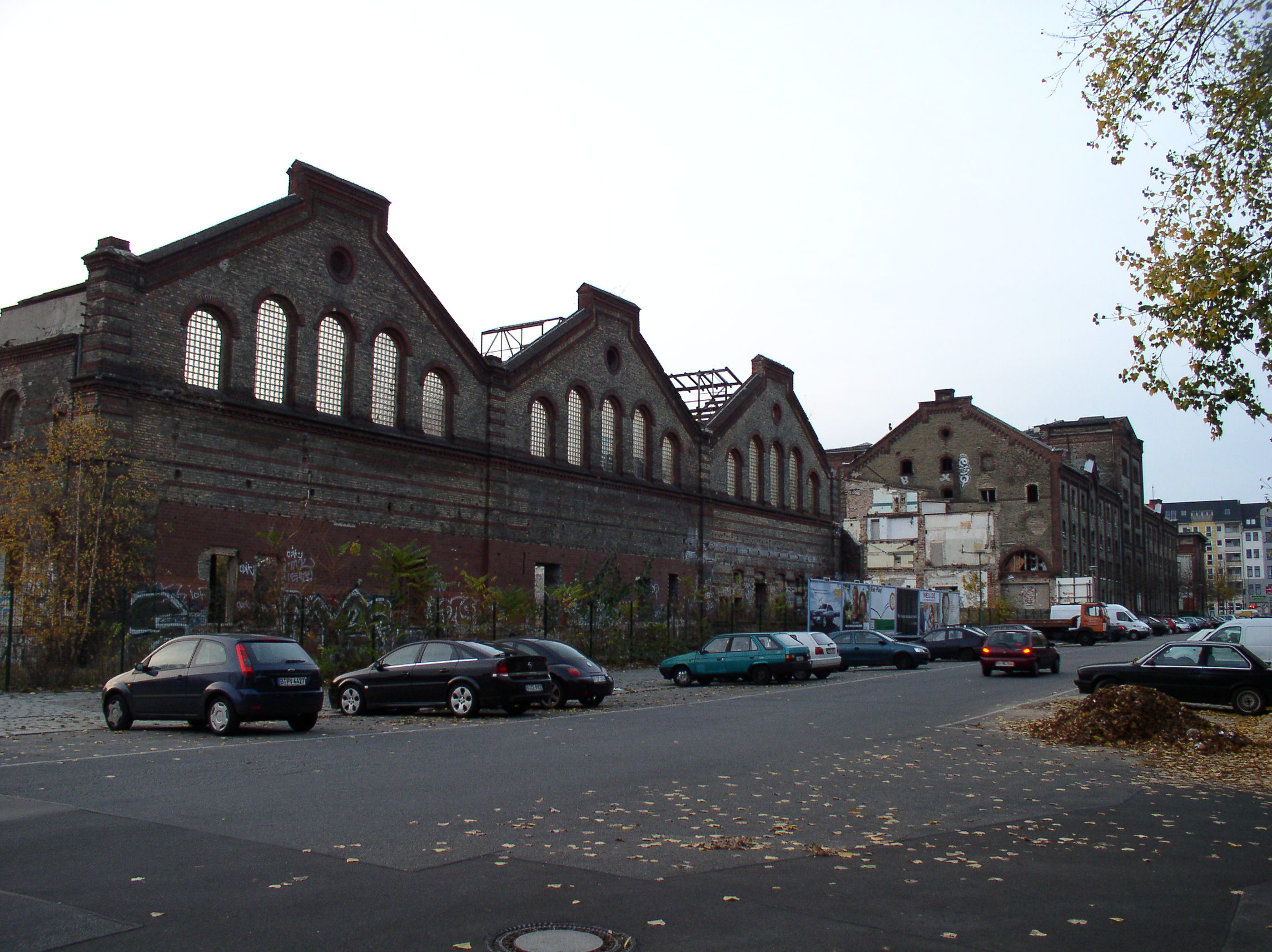
Patzenhofer
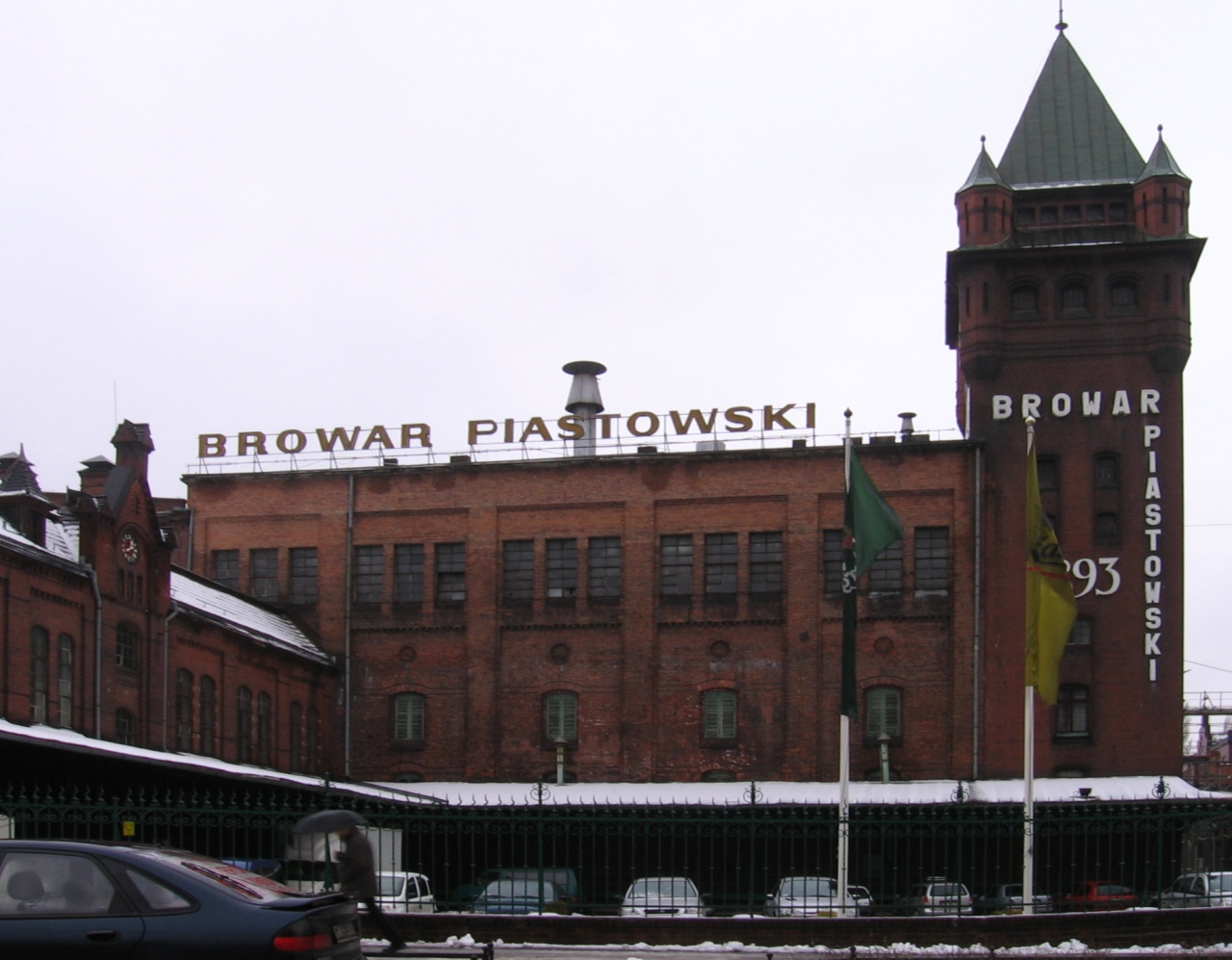
Breslau/Wrocław
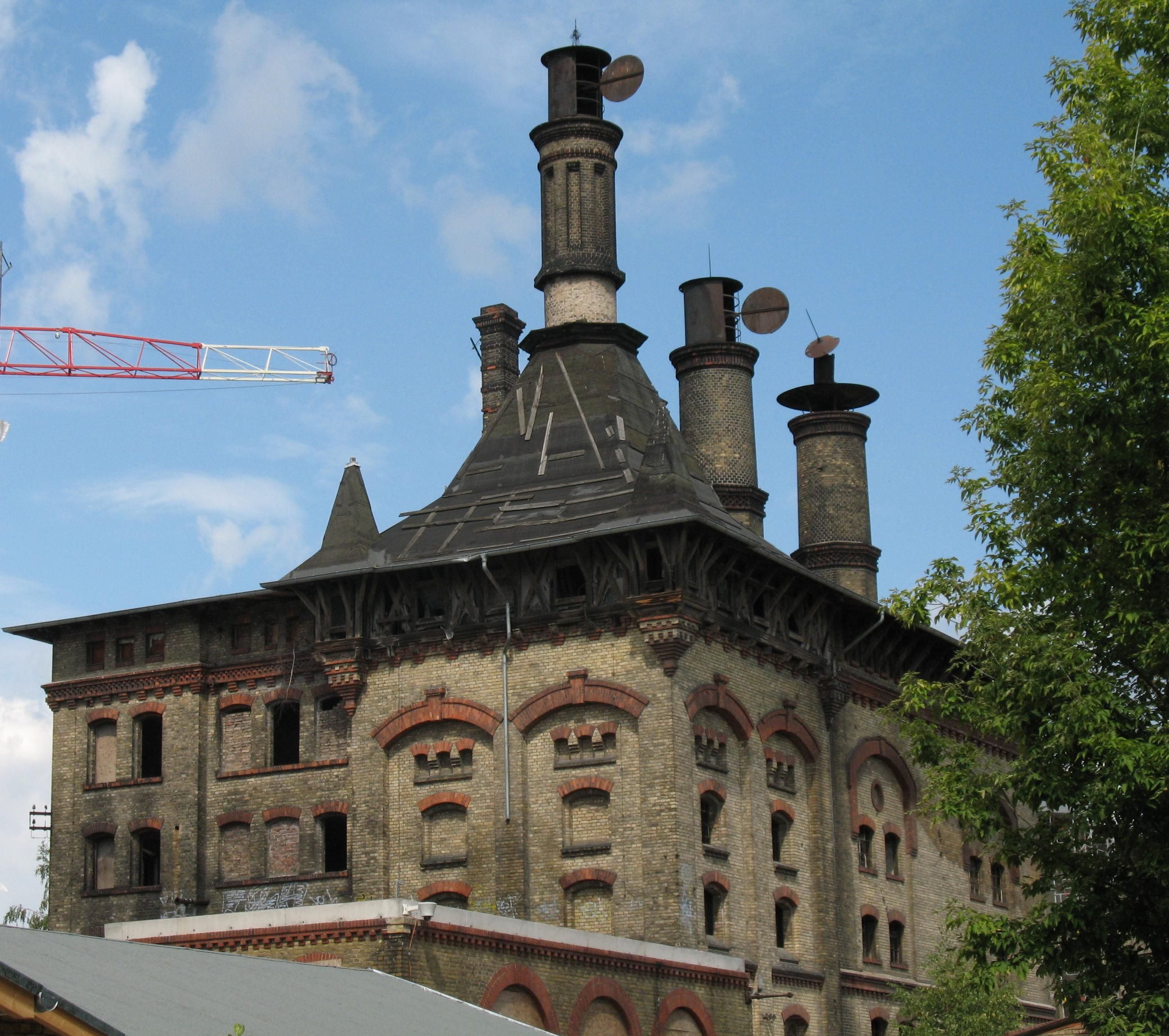
Pankow

## Schultheiss-sorter
- Schultheiss Pilsener

Tidigare i sortimentet
- Schultheiss Lager Schwarz
- Schultheiss Original Berliner Weisse
- Schultheiss Berliner Mix Weisse
- Schultheiss Diät Bier
- Urbock Starkbier
- Weißer Bock Starkbier
- Groterjan Malzbier
- Patzenhofer Patz-Pils
- Schultheiss Patz-Pils
- Schultheiss Diamant Hell
- Schultheiss Juwel Starkbier
- Schultheiss Export